# Marie-Luise Allendorf
Marie-Luise Allendorf (* 26. November 1927 in Dudeldorf als Marlis Rösch; † 19. September 2010 in Berlin) war eine deutsche Journalistin und von 1981 bis 1988 Chefredakteurin der DDR-Wochenzeitung Für Dich.

## Leben
Marie-Luise Allendorf war die Tochter eines Bäckers und einer Schneiderin, sie arbeitete nach Abschluss der Oberschule bis 1945 im Rahmen eines Pflichtjahres als Helferin bei der Kinderlandverschickung in Magdeburg. Am 17. Februar 1944 beantragte sie die Aufnahme in die Nationalsozialistische Deutsche Arbeiterpartei (NSDAP) und wurde zum 20. April desselben Jahres aufgenommen (Mitgliedsnummer 9.744.399).
Nach Ende des Krieges war Allendorf Mitglied eines antifaschistischen Jugendausschusses, bis 1948 als Näherin tätig und lebte in Harzgerode. 1948 trat sie in die Freie Deutsche Jugend (FDJ) ein und wurde Mitarbeiterin im FDJ-Landesvorstand Sachsen-Anhalt. 1949 trat sie in die Sozialistische Einheitspartei Deutschlands (SED) ein und absolvierte einen Lehrgang an der FDJ-Jugendhochschule am Bogensee. 1951/1952 arbeitete sie als Lehrerin einer Kreisparteischule des SED-Landesverbandes Sachsen-Anhalt und war anschließend 1952/53 Schülerin der SED-Landesparteischule in Ballenstedt. 
1952 bis 1953 war Allendorf Lehrerin an der Schwesternschule der Kasernierten Volkspolizei (KVP) in Berlin. 1953 bis 1954 war sie Politoffizier der KVP und hatte den Rang eines Oberleutnants. Von 1954 bis 1958 war Allendorf Aspirantin am Institut für Gesellschaftswissenschaften beim Zentralkomitee der SED (IfG) in Berlin. 1958 wurde sie Redakteurin beim Staatlichen Komitee für Rundfunk und 1959 wissenschaftliche Mitarbeiterin im Sekretariat des Zentralen Ausschusses für Jugendweihe. 
Von 1961 bis 1963 war Allendorf schwer erkrankt, konnte aber 1963 wieder arbeiten und wurde im selben Jahr am IfG in Ost-Berlin zum Dr. phil. promoviert. Von 1963 bis 1965 war Allendorf als Redakteurin von 1965 bis 1971 als freiberufliche Mitarbeiterin des Berliner Verlages für die Frauenzeitschrift Für Dich tätig. 1980 wurde sie stellvertretende Chefredakteurin und 1981 Chefredakteurin der Für Dich. 1988 beendete Allendorf ihre berufliche Laufbahn. 
Von 1982 bis 1990 war Allendorf Mitglied des Präsidiums des Bundesvorstandes des Demokratischen Frauenbundes Deutschlands (DFD) und Mitglied des Zentralvorstands des Verbandes der Journalisten der DDR. Außerdem war sie Mitglied der Frauenkommission beim Politbüro des Zentralkomitees der SED. Allendorf starb 2010 in Berlin.

## Ehrungen
- 1974 Vaterländischer Verdienstorden in Bronze[5]
- 1979 Clara-Zetkin-Medaille
- 1987 Vaterländischer Verdienstorden in Gold[6]

## Werke
- Die Frau im Sozialismus (1975)

## Schriften
- Zur Geschichte der Sozialenzykliken des Vatikan. Die im Kampf gegen den wissenschaftlichen Sozialismus und die sozialistische Arbeiterbewegung ausgearbeiteten Sozialtheorien der deutschen katholischen Sozialreformer des 19. Jahrhunderts. Dissertation, Institut für Gesellschaftswissenschaften 1963